# USS Mervine (DD-322)
USS Mervine (DD-322) là một tàu khu trục lớp Clemson được Hải quân Hoa Kỳ chế tạo vào cuối Chiến tranh Thế giới thứ nhất. Nó là chiếc tàu chiến đầu tiên của Hải quân Hoa Kỳ được đặt theo tên Chuẩn đô đốc William Mervine (1791-1868), người tham gia cuộc Chiến tranh 1812, Chiến tranh Mexico-Hoa Kỳ và cuộc Nội chiến Hoa Kỳ. Mervine ngừng hoạt động năm 1930 và bị tháo dỡ năm 1931 nhằm tuân thủ quy định hạn chế vũ trang của Hiệp ước Hải quân London

## Thiết kế và chế tạo
Mervine được đặt lườn vào ngày 28 tháng 4 năm 1919 tại xưởng tàu Union Iron Works của hãng Bethlehem Shipbuilding Corporation ở San Francisco, California. Nó được hạ thủy vào ngày 11 tháng 8 năm 1919, được đỡ đầu bởi cô Eileen D. McCarthy; và được đưa ra hoạt động vào ngày 28 tháng 2 năm 1921 dưới quyền chỉ huy của Hạm trưởng, Trung tá Hải quân C. E. Battle, Jr..

## Lịch sử hoạt động
Sau khi hoàn tất việc chạy thử máy tại vùng bờ Tây Hoa Kỳ, Mervine gia nhập Hạm đội Thái Bình Dương tại  San Diego, California, và tiếp tục là một đơn vị thuộc lực lượng khu trục của hạm đội này suốt quãng đời hoạt động. Với một vài ngoại lệ, nó hoạt động ngoài khơi vùng bờ Tây trong hầu hết giai đoạn 9 năm, tham gia cuộc tập trận Vấn đề Hạm đội I năm 1923 và II, III và IV năm 1924 vốn đưa nó đến vùng kênh đào Panama và vùng biển Caribe, trong khi các cuộc tập trận Vấn đề Hạm đội VI (1926), VII (1928) và IX (1929) đưa nó đến cơ động ngoài khơi Trung Mỹ và vùng quần đảo Hawaii. Vượt Thái Bình Dương hai lần trong suốt quãng đời hoạt động, chiếc tàu khu trục hoàn tất hai chuyến viếng thăm thiện chí đến Samoa và Australia vào mùa Hè năm 1925, từ ngày 1 tháng 7 đến ngày 26 tháng 9.
Mervine đi đến San Diego lần sau cùng vào ngày 18 tháng 9 năm 1929. Nó được cho xuất biên chế vào ngày 4 tháng 6 năm 1930, được cho kéo đến Xưởng hải quân Mare Island vào ngày 14 tháng 6 để tháo dỡ, và tên nó được cho rút khỏi danh sách Đăng bạ Hải quân vào ngày 3 tháng 11 năm 1930.